# Lilianna Bátori
Lilianna Bátori (* 14. März 2007) ist eine ungarische Leichtathletin, die sich auf den Hochsprung spezialisiert hat.

## Sportliche Laufbahn
Erste internationale Erfahrungen sammelte Lilianna Bátori beim Europäischen Olympischen Jugendfestival (EYOF) 2023 in Maribor, bei dem sie mit übersprungenen 1,77 m den fünften Platz belegte. Anschließend gelangte sie bei den U20-Europameisterschaften in Jerusalem mit 1,75 m auf Rang elf. Im Jahr darauf siegte sie bei den U18-Europameisterschaften in Banská Bystrica mit einer Höhe von 1,84 m und anschließend belegte sie bei den U20-Weltmeisterschaften in Lima mit 1,87 m den vierten Platz. 2025 gelangte sie bei den Halleneuropameisterschaften in Apeldoorn mit 1,80 m im Finale auf Rang neun. Ende Juni wurde sie bei der 1. Liga der Team-Europameisterschaft in Madrid mit 1,80 m Achte, ehe sie bei den U20-Europameisterschaften in Tampere mit 1,89 m die Goldmedaille gewann.
In den Jahren 2024 und 2025 wurde Bártori ungarische Meisterin im Hochsprung.